# Beauteville
Beauteville är en kommun i departementet Haute-Garonne i regionen Occitanien i södra Frankrike. Kommunen ligger i kantonen Villefranche-de-Lauragais som tillhör arrondissementet Toulouse. År 2022 hade Beauteville 199 invånare.

## Befolkningsutveckling
Antalet invånare i kommunen Beauteville
Referens:INSEE